# Sadocepheus longiseta
Sadocepheus longiseta är en kvalsterart som först beskrevs av P. Balogh 1986.  Sadocepheus longiseta ingår i släktet Sadocepheus och familjen Cepheidae. Inga underarter finns listade i Catalogue of Life.